# エクロジャイト

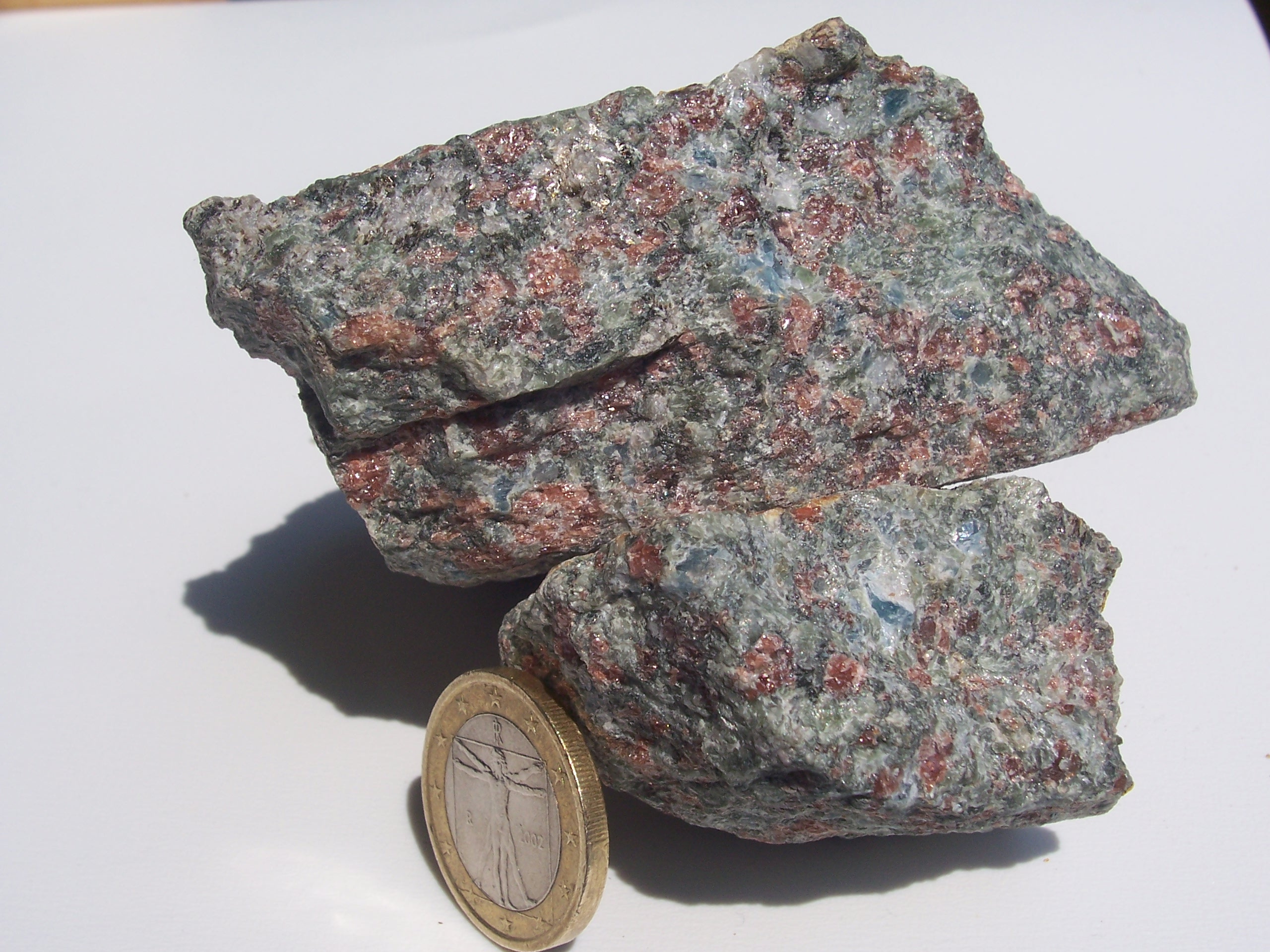
エクロジャイト（榴輝岩）

エクロジャイト（eclogite）は、高温高圧下でできた変成岩（広域変成岩）。赤色の柘榴石（鉄礬柘榴石〜苦礬柘榴石）と緑色の輝石（オンファス輝石）を主成分とするため、榴輝岩（りゅうきがん）ともいう。かんらん岩に伴って産する。

## 概要
化学組成は玄武岩とほぼ同一であり、玄武岩質の海底プレートが沈み込み、高圧により変成して生成したものといわれる。また地殻深部でも生成するといわれるが、比較的低圧で生成したものは鉄礬柘榴石Fe3Al2(SiO4)3成分に富み、より深部の高圧で生成したものは苦礬柘榴石Mg3Al2(SiO4)3成分に富むとされる。
上部マントルは、予測される化学組成、密度（3,380 kg・m−3）および地震波の伝播速度（P波 : 8,110 m・s−1、S波 : 4,490 m・s−1）などのデータから、これらの条件を満たす岩石は限定され、かんらん岩（3,297 kg・m−3、P波 : 8,185 m・s−1、S波 : 4,681 m・s−1）およびエクロジャイト（3,445 kg・m−3、P波 : 8,127 m・s−1、S波 : 4,583 m・s−1）などからできていると予測されている。

## 産出
比較的産出は稀であり、主な産地はノルウェーなどで、日本では愛媛県の東赤石山付近で少量産出する。